# Kannushi
Un kannushi (神主?) (in italiano divino maestro di cerimonia) – pronunce alternative jinshu e in passato kamunushi – detto anche shinshoku (神職?) (in italiano impiegato di un kami), è una persona responsabile della conduzione di un santuario shintoista e della guida al culto di un determinato spirito o divinità kami.

## Storia

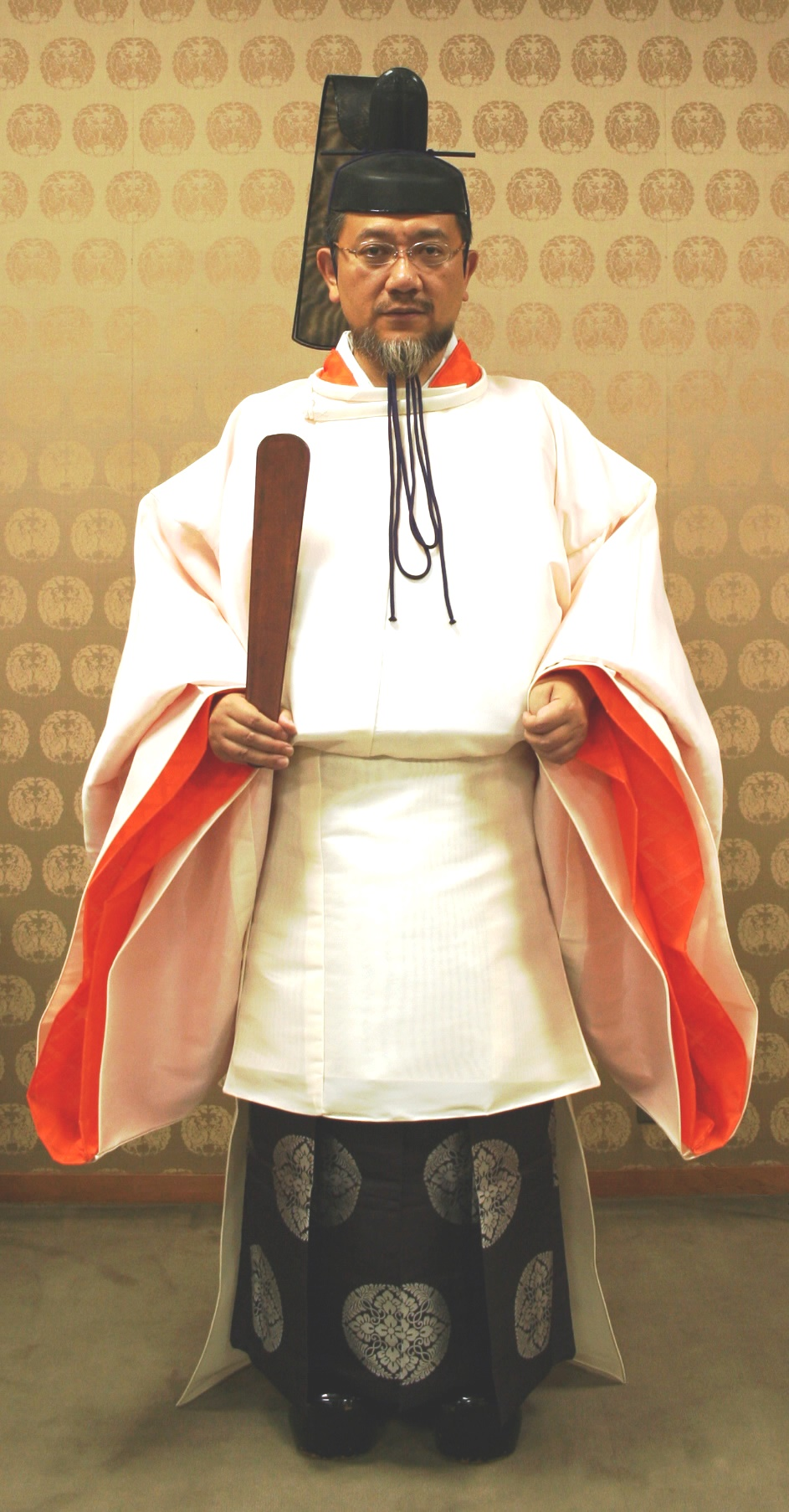
Un kannushi con il suo shaku.

Originariamente i kannushi erano intermediari dei kami e ne trasmettevano le volontà agli esseri umani: si trattava di persone particolarmente pie o in grado di compiere miracoli, che grazie alla pratica dei riti purificatori harae (祓?) erano in grado di agire come medium. Successivamente il termine si è evoluto sovrapponendosi a quello di shinshoku, un uomo che lavora in un santuario e vi tiene le cerimonie religiose.
Anticamente, stante la sovrapposizione tra i poteri politico e religioso, a guidare gli altri membri di un clan durante le funzioni religiose erano il capo stesso o un'altra figura dotata di un ruolo di comando. Sia l'imperatore Sujin sia l'imperatrice Jingū vengono indicati quali kannushi negli antichi testi Kojiki e Nihon shoki del VII e VIII secolo.

## Descrizione
In unico santuario possono convivere più kannushi dedicati a differenti attività, come avviene ad esempio presso il santuario Ōmiwa di Sakurai e quello di Ise: in questo caso i kannushi assumono denominazioni diverse, quali O-kannushi (大神主?), Sō-kannushi (総神主?) o Gon-kannushi (権神主?). I kannushi possono contrarre matrimonio e vi è l'usanza che i figli ereditino il loro ruolo, per quanto tale successione non abbia basi legali. Anche la vedova di un kannushi può succedere al marito nel ruolo, che può in generale essere ricoperto sia da donne sia da uomini.
Gli abiti indossati dai kannushi – tra i quali il jōe, l'eboshi e il kariginu – non rivestono un significato religioso: sono indumenti utilizzati ufficialmente presso la corte imperiale in epoche passate, a simboleggiare lo stretto legame tra il culto dei kami e la figura dell'imperatore. Tra gli strumenti di lavoro dei kannushi – coadiuvati nel loro ruolo da giovani donne definite miko – vi sono inoltre un bastone rituale denominato shaku e una bacchetta chiamata ōnusa, decorata da shide.
Per diventare kannushi, un novizio deve completare gli studi in un'università approvata dall'Associazione dei santuari shintoisti, come gli atenei Kokugakuin di Tokyo e Kogakkan di Ise, o in alternativa superare un esame che certifichi la sua preparazione.